# KRC Genk in het seizoen 2022/23
Deze pagina beschrijft de prestaties van voetbalclub KRC Genk in het seizoen 2022/23.

## Kern

### Spelerskern
| Nr.           | Naam                | Nationaliteit    | Geboortedatum |
| ------------- | ------------------- | ---------------- | ------------- |
| Keepers       |                     |                  |               |
| 26            | Maarten Vandevoordt | België           | 16-02-2002    |
| 30            | Vic Chambaere       | België           | 10-01-2003    |
| 40            | Tobe Leysen         | België           | 09-03-2002    |
| 41            | Mike Penders        | België           | 31-07-2005    |
| Verdedigers   |                     |                  |               |
| 2             | Mark McKenzie       | Verenigde Staten | 25-02-1999    |
| 3             | Mujaid Sadick       | Spanje           | 14-03-2000    |
| 5             | Gerardo Arteaga     | Mexico           | 07-09-1998    |
| 22            | Rasmus Carstensen   | Denemarken       | 10-11-2000    |
| 23            | Daniel Muñoz        | Colombia         | 26-05-1996    |
| 27            | Matisse Didden      | België           | 08-10-2001    |
| 46            | Carlos Cuesta       | Colombia         | 09-03-1999    |
| 55            | Tuur Rommens        | België           | 26-03-2003    |
| 77            | Ángelo Preciado     | Ecuador          | 18-02-1998    |
| Middenvelders |                     |                  |               |
| 4             | Aziz Ouattara       | Ivoorkust        | 04-01-2001    |
| 8             | Bryan Heynen        | België           | 06-02-1997    |
| 10            | Nicolás Castro      | Argentinië       | 01-11-2000    |
| 11            | Mike Trésor         | België           | 28-05-1999    |
| 15            | Jay-Dee Geusens     | België           | 05-03-2002    |
| 17            | Patrik Hrošovský    | Slowakije        | 22-04-1992    |
| 19            | Anouar Ait El Hadj  | België           | 20-04-2002    |
| 24            | Luca Oyen           | België           | 14-03-2003    |
| 25            | Matías Galarza      | Argentinië       | 04-03-2002    |
| 34            | Bilal El Khannous   | Marokko          | 10-05-2004    |
| Aanvallers    |                     |                  |               |
| 7             | Ally Samatta        | Tanzania         | 13-12-1992    |
| 14            | Yira Sor            | Nigeria          | 24-07-2000    |
| 20            | Kelvin John         | Tanzania         | 10-06-2003    |
| 28            | Joseph Paintsil     | Ghana            | 01-02-1998    |
| 48            | Adnane Abid         | België           | 23-08-2003    |
| 99            | Tolu Arokodare      | Nigeria          | 23-11-2000    |

- Aanvoerder

### Staf

#### Technische staf
| Functie                | Naam               | Nationaliteit |
| ---------------------- | ------------------ | ------------- |
| Coach                  | Wouter Vrancken    | België        |
| Assistent-coach        | Domenico Olivieri  | België        |
| Assistent-coach        | Kevin Van Dessel   | België        |
| Assistent-coach        | Jan Wuytens        | België        |
| Keeperstrainer         | Guy Martens        | België        |
| Physical coach         | Glenn Vanryckeghem | België        |
| Videoanalist           | Peter Persoons     | België        |
| High performance coach | Bram Swinnen       | België        |
| Teammanager            | Jordi Caruso       | België        |
| Sports Scientist       | Arnaud Serruys     | België        |
| Mental coach           | Stijn Quanten      | België        |

#### Medische staf
| Functie              | Naam               | Nationaliteit |
| -------------------- | ------------------ | ------------- |
| Ploegarts            | Philip Thys        | België        |
| Hoofdkinesitherapeut | Jan Theunis        | België        |
| Kinesitherapeut      | Matthias Didden    | België        |
| Kinesitherapeut      | Erwin Kelchtermans | België        |
| Osteopaat            | Jan Berx           | België        |
| Masseur              | Jacques Raymaekers | België        |
| Masseur              | Jurgen Schepers    | België        |

### Transfers

#### Zomer
| Naam                | Nationaliteit | Van/naar             | Type          |
| ------------------- | ------------- | -------------------- | ------------- |
| Inkomend            |               |                      |               |
| Nicolás Castro      | Argentinië    | Newell's Old Boys    | Gekocht       |
| Rasmus Carstensen   | Denemarken    | Silkeborg IF         | Gekocht       |
| Matías Galarza      | Argentinië    | Argentinos Juniors   | Gekocht       |
| Ally Samatta        | Tanzania      | Fenerbahçe           | Gehuurd       |
| Uitgaand            |               |                      |               |
| Stephen Odey        | Nigeria       | Randers FC           | Optie gelicht |
| Neto Borges         | Brazilië      | Clermont Foot        | Transfervrij  |
| Kristian Thorstvedt | Noorwegen     | US Sassuolo          | Verkocht      |
| Junya Ito           | Japan         | Stade Reims          | Verkocht      |
| Iké Ugbo            | Canada        | Troyes AC            | Verkocht      |
| Cyriel Dessers      | België        | US Cremonese         | Verkocht      |
| Jhon Lucumí         | Colombia      | Bologna FC 1909      | Verkocht      |
| Theo Bongonda       | België        | Cádiz CF             | Verkocht      |
| Simen Juklerød      | Noorwegen     | Vålerenga IF         | Verkocht      |
| Bastien Toma        | Zwitserland   | FC Paços de Ferreira | Verhuurd      |

#### Winter
| Naam               | Nationaliteit | Van/naar       | Type     |
| ------------------ | ------------- | -------------- | -------- |
| Inkomend           |               |                |          |
| Yira Sor           | Nigeria       | Slavia Praag   | Gekocht  |
| Anouar Ait El Hadj | België        | RSC Anderlecht | Gekocht  |
| Tolu Arokodare     | Nigeria       | Amiens SC      | Gekocht  |
| Uitgaand           |               |                |          |
| Paul Onuachu       | Nigeria       | Southampton    | Verkocht |
| András Németh      | HUN           | Hamburger SV   | Verkocht |

## Uitrustingen
Shirtsponsor(s): Beobank / Carglass / ITZU / Group Bruno / Federale verzekering / CEOs 4 Climate

Sportmerk: Nike

## Oefenwedstrijden
Hieronder een overzicht van de oefenwedstrijden die KRC Genk tijdens het seizoen 2022/23 speelde.
| Datum      | Thuis/Uit | Tegenstander       | Score | Doelpuntenmaker(s) KRC Genk                  |
| ---------- | --------- | ------------------ | ----- | -------------------------------------------- |
| 25-06-2022 | Uit       | Eendracht Termien  | 0 – 4 | Németh, Toma, Cuesta, Cutillas Carpe         |
| 02-07-2022 | Uit       | KSK Heist          | 1 – 8 | Cuesta, Németh (3x), Oyen (3x), El Khannouss |
| 06-07-2022 | Uit       | FC Utrecht         | 1 – 2 | Németh, El Khannouss                         |
| 09-07-2022 | Uit       | FC Volendam        | 3 – 2 | Cuesta, Németh                               |
| 16-07-2022 | Thuis     | AEK Athene         | 0 – 2 |                                              |
| 17-07-2022 | Thuis     | RFC Seraing        | 4 – 0 |                                              |
| 25-07-2022 | Thuis     | KVC Westerlo       | 6 – 1 |                                              |
| 07-08-2022 | Thuis     | Sportkring Beveren | 2 – 2 | Németh, Ouattara                             |
| 06-12-2022 | Thuis     | SC Heerenveen      | 3 – 1 | Samatta, Castro, Onuachu                     |
| 10-12-2022 | Uit       | Elche CF           | 2 – 3 | Preciado, Onuachu (2x)                       |
| 13-12-2022 | Thuis     | FC Metz            | 1 – 0 | Paintsil                                     |
| 24-03-2023 | Thuis     | Beerschot VA       | 3 – 1 | Sor, Beniangba, Yayi Mpie                    |

## Jupiler Pro League

### Reguliere competitie

#### Wedstrijden
| Jupiler Pro League                                                                                        |                                                                                |                                           |                                                       | |                                                            |
| Wedstrijddetails                                                                                          | Thuisploeg                                                                     | Uitslag                                   | Uitploeg                                              | Opstelling | Kaarten                                                    |
| Heenronde                                                                                                 |                                                                                |                                           |                                                       | |                                                            |
| 24 juli 2022 13:30 Jan Breydelstadion Brugge Ref.: Nicolas Laforge Toeschouwers: 19.209                   | Club Brugge                                                                    | 3 – 2                                     | KRC Genk                                              | Vandevoordt Muñoz, Cuesta, Lucumí, Arteaga (46' Preciado) Heynen , Trésor (87' El Khannouss), Hrošovský Ito, Dessers (78' Németh), Oyen (45' Paintsil)                         | 20' Arteaga 90' Paintsil                                   |
| 24 juli 2022 13:30 Jan Breydelstadion Brugge Ref.: Nicolas Laforge Toeschouwers: 19.209                   | Skov Olsen 21' Vanaken 60' Skov Olsen 90+2'                                    | 1 – 0 1 – 1 1 – 2 2 – 2 3 – 2             | 30' Dessers 47' Trésor                                | Vandevoordt Muñoz, Cuesta, Lucumí, Arteaga (46' Preciado) Heynen , Trésor (87' El Khannouss), Hrošovský Ito, Dessers (78' Németh), Oyen (45' Paintsil)                         | 20' Arteaga 90' Paintsil                                   |
| 31 juli 2022 13:30 Cegeka Arena Genk Ref.: Bram Van Driessche Toeschouwers: 15.134                        | KRC Genk                                                                       | 3 – 1                                     | Standard Luik                                         | Vandevoordt Muñoz, Cuesta, Lucumí, Arteaga Heynen , El Khannouss (60' Castro), Hrošovský Paintsil (72' Preciado), Dessers (86' Németh), Trésor                                 | 17' Heynen 39' El Khannouss 90+2' Vandevoordt              |
| 31 juli 2022 13:30 Cegeka Arena Genk Ref.: Bram Van Driessche Toeschouwers: 15.134                        | Dessers 5' Trésor 15' Dessers 29' (pen.)                                       | 1 – 0 2 – 0 2 – 1 3 – 1                   | 24' Drăguș                                            | Vandevoordt Muñoz, Cuesta, Lucumí, Arteaga Heynen , El Khannouss (60' Castro), Hrošovský Paintsil (72' Preciado), Dessers (86' Németh), Trésor                                 | 17' Heynen 39' El Khannouss 90+2' Vandevoordt              |
| 6 augustus 2022 16:00 Cegeka Arena Genk Ref.: Alexandre Boucaut Toeschouwers: 12.324                      | KRC Genk                                                                       | 4 – 2                                     | KAS Eupen                                             | Vandevoordt Muñoz, Cuesta, Lucumí, Arteaga Heynen , El Khannouss (81' Castro), Hrošovský Paintsil, Dessers (69' Németh), Trésor                                                |                                                            |
| 6 augustus 2022 16:00 Cegeka Arena Genk Ref.: Alexandre Boucaut Toeschouwers: 12.324                      | Paintsil 2' Paintsil 9' Hrošovský 36' Trésor 90+2'                             | 1 – 0 2 – 0 2 – 1 3 – 1 3 – 2 4 – 2       | 32' Prevljak 59' Charles-Cook                         | Vandevoordt Muñoz, Cuesta, Lucumí, Arteaga Heynen , El Khannouss (81' Castro), Hrošovský Paintsil, Dessers (69' Németh), Trésor                                                |                                                            |
| 14 augustus 2022 21:00 Elindus Arena Waregem Ref.: Lawrence Visser Toeschouwers: 7.006                    | Zulte Waregem                                                                  | 1 – 4                                     | KRC Genk                                              | Vandevoordt Muñoz, Cuesta, McKenzie, Arteaga Heynen , El Khannous (65' Castro), Hrošovský (73' Ouattara) Paintsil, Németh (73' Onuachu), Trésor (84' Galarza)                  | 63' Hrošovský 82' Arteaga                                  |
| 14 augustus 2022 21:00 Elindus Arena Waregem Ref.: Lawrence Visser Toeschouwers: 7.006                    | Vossen 43'                                                                     | 0 – 1 0 – 2 1 – 2 1 – 3 1 – 4             | 9' (pen.) Heynen 25' Németh 44' Heynen 52' Muñoz      | Vandevoordt Muñoz, Cuesta, McKenzie, Arteaga Heynen , El Khannous (65' Castro), Hrošovský (73' Ouattara) Paintsil, Németh (73' Onuachu), Trésor (84' Galarza)                  | 63' Hrošovský 82' Arteaga                                  |
| 20 augustus 2022 18:15 Cegeka Arena Genk Ref.: Kevin Van Damme Toeschouwers: 14.742                       | KRC Genk                                                                       | 2 – 1                                     | Cercle Brugge                                         | Vandevoordt Muñoz, Cuesta, McKenzie, Arteaga Heynen , El Khannous (71' Castro), Hrošovský Paintsil (87' Samatta), Németh (71' Onuachu), Trésor                                 | 84' Onuachu                                                |
| 20 augustus 2022 18:15 Cegeka Arena Genk Ref.: Kevin Van Damme Toeschouwers: 14.742                       | Heynen 41' Heynen 57' (pen.)                                                   | 1 – 0 1 – 1 2 – 1                         | 46' Deman                                             | Vandevoordt Muñoz, Cuesta, McKenzie, Arteaga Heynen , El Khannous (71' Castro), Hrošovský Paintsil (87' Samatta), Németh (71' Onuachu), Trésor                                 | 84' Onuachu                                                |
| 27 augustus 2022 16:00 Pairaystadion Seraing Ref.: Jan Boterberg Toeschouwers: 1.800                      | RFC Seraing                                                                    | 0 – 4                                     | KRC Genk                                              | Vandevoordt Muñoz, Cuesta (87' Didden), McKenzie, Arteaga Heynen , El Khannous (60' Castro), Hrošovský Paintsil (73' Onuachu), Németh (60' Samatta), Trésor (87' Galarza)      | 64' Paintsil 79' Trésor 89' Arteaga                        |
| 27 augustus 2022 16:00 Pairaystadion Seraing Ref.: Jan Boterberg Toeschouwers: 1.800                      |                                                                                | 0 – 1 0 – 2 0 – 3 0 – 4                   | 30' Trésor 57' Paintsil 66' Trésor 68' (e.d.) Lepoint | Vandevoordt Muñoz, Cuesta (87' Didden), McKenzie, Arteaga Heynen , El Khannous (60' Castro), Hrošovský Paintsil (73' Onuachu), Németh (60' Samatta), Trésor (87' Galarza)      | 64' Paintsil 79' Trésor 89' Arteaga                        |
| 3 september 2022 16:00 Cegeka Arena Genk Ref.: Jasper Vergoote Toeschouwers: 20.000                       | KRC Genk                                                                       | 0 – 0                                     | Sint-Truidense VV                                     | Vandevoordt Muñoz, Cuesta, McKenzie, Arteaga Heynen , El Khannous (79' Galarza), Hrošovský Paintsil (89' Onuachu), Németh (65' Samatta), Trésor (65' Castro)                   | 45' Paintsil                                               |
| 3 september 2022 16:00 Cegeka Arena Genk Ref.: Jasper Vergoote Toeschouwers: 20.000                       |                                                                                |                                           |                                                       | Vandevoordt Muñoz, Cuesta, McKenzie, Arteaga Heynen , El Khannous (79' Galarza), Hrošovský Paintsil (89' Onuachu), Németh (65' Samatta), Trésor (65' Castro)                   | 45' Paintsil                                               |
| 11 september 2022 18:30 Joseph Marienstadion Forest Ref.: Lawrence Visser Toeschouwers: 7.117             | Union Sint-Gillis                                                              | 1 – 2                                     | KRC Genk                                              | Vandevoordt Muñoz, Cuesta, McKenzie, Arteaga Heynen , El Khannous (79' Galarza), Hrošovský (79' Preciado) Paintsil (38' Castro), Onuachu (63' Samatta), Trésor                 | 46' Onuachu 81' Muñoz 83' Galarza                          |
| 11 september 2022 18:30 Joseph Marienstadion Forest Ref.: Lawrence Visser Toeschouwers: 7.117             | Lapoussin 74'                                                                  | 0 – 1 1 – 1 1 – 2                         | 15' Paintsil 90' Samatta                              | Vandevoordt Muñoz, Cuesta, McKenzie, Arteaga Heynen , El Khannous (79' Galarza), Hrošovský (79' Preciado) Paintsil (38' Castro), Onuachu (63' Samatta), Trésor                 | 46' Onuachu 81' Muñoz 83' Galarza                          |
| 18 september 2022 13:30 Cegeka Arena Genk Ref.: Erik Lambrechts Toeschouwers: 15.185                      | KRC Genk                                                                       | 1 – 0                                     | KAA Gent                                              | Vandevoordt Muñoz, Cuesta, McKenzie, Arteaga Heynen , El Khannous (67' Castro), Hrošovský Preciado (46' Samatta), Onuachu (79' Németh), Trésor                                 | 44' Muñoz 86' McKenzie                                     |
| 18 september 2022 13:30 Cegeka Arena Genk Ref.: Erik Lambrechts Toeschouwers: 15.185                      | Heynen 90'                                                                     | 1 – 0                                     |                                                       | Vandevoordt Muñoz, Cuesta, McKenzie, Arteaga Heynen , El Khannous (67' Castro), Hrošovský Preciado (46' Samatta), Onuachu (79' Németh), Trésor                                 | 44' Muñoz 86' McKenzie                                     |
| 1 oktober 2022 18:15 Diaz Arena Oostende Ref.: Wesli De Cremer Toeschouwers: 3.878                        | KV Oostende                                                                    | 1 – 2                                     | KRC Genk                                              | Vandevoordt Muñoz, Cuesta, McKenzie, Arteaga Heynen (81' Galarza), El Khannous (66' Castro), Hrošovský Preciado, Onuachu, Trésor (81' Németh)                                  | 90+5' Galarza                                              |
| 1 oktober 2022 18:15 Diaz Arena Oostende Ref.: Wesli De Cremer Toeschouwers: 3.878                        | Hornby 3'                                                                      | 1 – 0 1 – 1 1 – 2                         | 25' Onuachu 88' Muñoz                                 | Vandevoordt Muñoz, Cuesta, McKenzie, Arteaga Heynen (81' Galarza), El Khannous (66' Castro), Hrošovský Preciado, Onuachu, Trésor (81' Németh)                                  | 90+5' Galarza                                              |
| 8 oktober 2022 16:00 Cegeka Arena Genk Ref.: Jonathan Lardot Toeschouwers: 15.108                         | KRC Genk                                                                       | 2 – 1                                     | KV Kortrijk                                           | Vandevoordt Muñoz, Cuesta, McKenzie, Arteaga Heynen , El Khannouss (76' Németh), Hrošovský Preciado (76' Samatta), Onuachu, Trésor (84' Galarza)                               | 55' El Khannouss 76' Preciado 82' Heynen 86' Arteaga       |
| 8 oktober 2022 16:00 Cegeka Arena Genk Ref.: Jonathan Lardot Toeschouwers: 15.108                         | Onuachu 37' Onuachu 79' (pen.)                                                 | 1 – 0 1 – 1 2 – 1                         | 58' Selemani                                          | Vandevoordt Muñoz, Cuesta, McKenzie, Arteaga Heynen , El Khannouss (76' Németh), Hrošovský Preciado (76' Samatta), Onuachu, Trésor (84' Galarza)                               | 55' El Khannouss 76' Preciado 82' Heynen 86' Arteaga       |
| 15 oktober 2022 20:45 King Power at Den Dreef Stadion Heverlee Ref.: Kevin Van Damme Toeschouwers: 9.493  | OH Leuven                                                                      | 0 – 1                                     | KRC Genk                                              | Vandevoordt Muñoz, Cuesta, McKenzie, Arteaga Heynen , El Khannouss (59' Paintsil), Hrošovský Preciado, Onuachu (76' Samatta), Trésor (90+1' Németh)                            | 6' Cuesta 43' Preciado 84' Arteaga                         |
| 15 oktober 2022 20:45 King Power at Den Dreef Stadion Heverlee Ref.: Kevin Van Damme Toeschouwers: 9.493  |                                                                                | 0 – 1                                     | 16' Onuachu                                           | Vandevoordt Muñoz, Cuesta, McKenzie, Arteaga Heynen , El Khannouss (59' Paintsil), Hrošovský Preciado, Onuachu (76' Samatta), Trésor (90+1' Németh)                            | 6' Cuesta 43' Preciado 84' Arteaga                         |
| 18 oktober 2022 20:45 Cegeka Arena Genk Ref.: Arthur Denil Toeschouwers: 15.189                           | KRC Genk                                                                       | 6 – 1                                     | Westerlo                                              | Vandevoordt Muñoz (66' Carstensen), Cuesta, McKenzie, Preciado Heynen (80' Galarza), El Khannouss (66' Castro), Hrošovský Paintsil (80' Németh), Onuachu (66' Samatta), Trésor | 73' Cuesta                                                 |
| 18 oktober 2022 20:45 Cegeka Arena Genk Ref.: Arthur Denil Toeschouwers: 15.189                           | Paintsil 7' Muñoz 15' Onuachu 32' Onuachu 40' (pen.) Muñoz 45+4' Hrošovský 79' | 1 – 0 2 – 0 2 – 1 3 – 1 4 – 1 5 – 1 6 – 1 | 21' (pen.) Dierckx                                    | Vandevoordt Muñoz (66' Carstensen), Cuesta, McKenzie, Preciado Heynen (80' Galarza), El Khannouss (66' Castro), Hrošovský Paintsil (80' Németh), Onuachu (66' Samatta), Trésor | 73' Cuesta                                                 |
| 23 oktober 2022 13:30 Bosuilstadion Antwerpen Ref.: Erik Lambrechts Toeschouwers: 15.955                  | Antwerp                                                                        | 1 – 3                                     | KRC Genk                                              | Vandevoordt Muñoz (74' Carstensen), Cuesta, McKenzie, Arteaga Heynen , El Khannouss (68' Castro), Hrošovský Paintsil (75' Samatta), Onuachu (85' Németh), Trésor               | 26' Muñoz                                                  |
| 23 oktober 2022 13:30 Bosuilstadion Antwerpen Ref.: Erik Lambrechts Toeschouwers: 15.955                  | Janssen 42'                                                                    | 0 – 1 0 – 2 1 – 2 1 – 3                   | 13' Heynen 33' Onuachu 77' Onuachu                    | Vandevoordt Muñoz (74' Carstensen), Cuesta, McKenzie, Arteaga Heynen , El Khannouss (68' Castro), Hrošovský Paintsil (75' Samatta), Onuachu (85' Németh), Trésor               | 26' Muñoz                                                  |
| 28 oktober 2022 20:45 Cegeka Arena Genk Ref.: Nathan Verboomen Toeschouwers: 19.248                       | KRC Genk                                                                       | 3 – 1                                     | KV Mechelen                                           | Vandevoordt Muñoz, Cuesta, McKenzie, Arteaga Heynen , El Khannouss, Hrošovský Paintsil, Onuachu (69' Samatta), Trésor                                                          | 59' El Khannouss 64' El Khannouss                          |
| 28 oktober 2022 20:45 Cegeka Arena Genk Ref.: Nathan Verboomen Toeschouwers: 19.248                       | Muñoz 9' Arteaga 57' Paintsil 90+1'                                            | 1 – 0 1 – 1 2 – 1 3 – 1                   | 15' Schoofs                                           | Vandevoordt Muñoz, Cuesta, McKenzie, Arteaga Heynen , El Khannouss, Hrošovský Paintsil, Onuachu (69' Samatta), Trésor                                                          | 59' El Khannouss 64' El Khannouss                          |
| 4 november 2022 20:45 Cegeka Arena Genk Ref.: Alexandre Boucaut Toeschouwers: 18.210                      | KRC Genk                                                                       | 4 – 1                                     | Charleroi                                             | Vandevoordt Muñoz (90' Carstensen), Cuesta, McKenzie, Arteaga Heynen (80' Ouattara), Castro (62' Samatta), Hrošovský Paintsil (79' Németh), Onuachu, Trésor                    | 20' Muñoz                                                  |
| 4 november 2022 20:45 Cegeka Arena Genk Ref.: Alexandre Boucaut Toeschouwers: 18.210                      | Onuachu 9' (pen.) Onuachu 35' Onuachu 71' Onuachu 90+5'                        | 1 – 0 2 – 0 2 – 1 3 – 1 4 – 1             | 66' Heymans                                           | Vandevoordt Muñoz (90' Carstensen), Cuesta, McKenzie, Arteaga Heynen (80' Ouattara), Castro (62' Samatta), Hrošovský Paintsil (79' Németh), Onuachu, Trésor                    | 20' Muñoz                                                  |
| 13 november 2022 18:30 Lotto Park Anderlecht Ref.: Bram Van Driessche Toeschouwers: 21.000                | Anderlecht                                                                     | 0 – 2                                     | KRC Genk                                              | Vandevoordt Muñoz, Cuesta, McKenzie, Arteaga Heynen , El Khannouss (73' Galarza), Hrošovský Paintsil (90' Samatta), Onuachu (90' Németh), Trésor (79' Preciado)                | 15' Hrošovský 28' Cuesta 74' Arteaga 86' McKenzie          |
| 13 november 2022 18:30 Lotto Park Anderlecht Ref.: Bram Van Driessche Toeschouwers: 21.000                |                                                                                | 0 – 1 0 – 2                               | 19' Onuachu 53' Arteaga                               | Vandevoordt Muñoz, Cuesta, McKenzie, Arteaga Heynen , El Khannouss (73' Galarza), Hrošovský Paintsil (90' Samatta), Onuachu (90' Németh), Trésor (79' Preciado)                | 15' Hrošovský 28' Cuesta 74' Arteaga 86' McKenzie          |
| Terugronde                                                                                                |                                                                                |                                           |                                                       | |                                                            |
| 26 december 2022 18:15 Guldensporenstadion Kortrijk Ref.: Wim Smet Toeschouwers: 7.178                    | KV Kortrijk                                                                    | 1 – 0                                     | KRC Genk                                              | Vandevoordt Muñoz, Sadick (89' Ouattara), McKenzie, Arteaga Heynen , El Khannouss (68' Castro), Hrošovský Paintsil, Onuachu (68' Samatta), Trésor (69' Preciado)               | 55' Onuachu 90+7' Paintsil                                 |
| 26 december 2022 18:15 Guldensporenstadion Kortrijk Ref.: Wim Smet Toeschouwers: 7.178                    | Avenatti 83'                                                                   | 1 – 0                                     |                                                       | Vandevoordt Muñoz, Sadick (89' Ouattara), McKenzie, Arteaga Heynen , El Khannouss (68' Castro), Hrošovský Paintsil, Onuachu (68' Samatta), Trésor (69' Preciado)               | 55' Onuachu 90+7' Paintsil                                 |
| 8 januari 2023 13:30 Cegeka Arena Genk Ref.: Lawrence Visser Toeschouwers: 22.004                         | KRC Genk                                                                       | 3 – 1                                     | Club Brugge                                           | Vandevoordt Muñoz, Cuesta, McKenzie, Arteaga Heynen , El Khannouss (88' Sor), Hrošovský Paintsil, Onuachu, Trésor                                                              | 27' Paintsil 36' Muñoz 36' Vrancken (T1) 36' Vrancken (T1) |
| 8 januari 2023 13:30 Cegeka Arena Genk Ref.: Lawrence Visser Toeschouwers: 22.004                         | Cuesta 25' Onuachu 67' Heynen 81'                                              | 0 – 1 1 – 1 2 – 1 3 – 1                   | 21' Vanaken                                           | Vandevoordt Muñoz, Cuesta, McKenzie, Arteaga Heynen , El Khannouss (88' Sor), Hrošovský Paintsil, Onuachu, Trésor                                                              | 27' Paintsil 36' Muñoz 36' Vrancken (T1) 36' Vrancken (T1) |
| 14 januari 2023 20:45 Cegeka Arena Genk Ref.: Lothar D'hondt Toeschouwers: 14.111                         | KRC Genk                                                                       | 1 – 0                                     | Zulte Waregem                                         | Vandevoordt Preciado, Cuesta, McKenzie, Arteaga Heynen (72' Ouattara), Castro (72' El Khannouss), Hrošovský Sor (72' Onuachu), Samatta, Trésor (88' Geusens)                   | 51' Samatta 54' Preciado                                   |
| 14 januari 2023 20:45 Cegeka Arena Genk Ref.: Lothar D'hondt Toeschouwers: 14.111                         | Sor 9'                                                                         | 1 – 0                                     |                                                       | Vandevoordt Preciado, Cuesta, McKenzie, Arteaga Heynen (72' Ouattara), Castro (72' El Khannouss), Hrošovský Sor (72' Onuachu), Samatta, Trésor (88' Geusens)                   | 51' Samatta 54' Preciado                                   |
| 17 januari 2023 20:45 't Kuipje Westerlo Ref.: Alexandre Boucaut Toeschouwers: 5.500                      | Westerlo                                                                       | 2 – 3                                     | KRC Genk                                              | Vandevoordt Muñoz, Cuesta , McKenzie, Preciado Ouattara (73' Heynen), El Khannouss (62' Trésor), Hrošovský Paintsil (90' Samatta), Onuachu, Castro (62' Sor)                   |                                                            |
| 17 januari 2023 20:45 't Kuipje Westerlo Ref.: Alexandre Boucaut Toeschouwers: 5.500                      | De Cuyper 53' (pen.) Van den Keybus 55'                                        | 0 – 1 0 – 2 1 – 2 2 – 2 2 – 3             | 7' Ouattara 24' Paintsil 64' Muñoz                    | Vandevoordt Muñoz, Cuesta , McKenzie, Preciado Ouattara (73' Heynen), El Khannouss (62' Trésor), Hrošovský Paintsil (90' Samatta), Onuachu, Castro (62' Sor)                   |                                                            |
| 29 januari 2023 21:00 Cegeka Arena Genk Ref.: Wesli De Cremer Toeschouwers: 13.267                        | KRC Genk                                                                       | 4 – 0                                     | Seraing                                               | Vandevoordt Muñoz, Cuesta (70' Ouattara), McKenzie, Arteaga Heynen (80' Castro), El Khannouss (80' El Hadj), Hrošovský Paintsil (70' Sor), Onuachu (63' Samatta), Trésor       |                                                            |
| 29 januari 2023 21:00 Cegeka Arena Genk Ref.: Wesli De Cremer Toeschouwers: 13.267                        | Onuachu 7' (pen.) Trésor 14' Onuachu 60' Paintsil 64'                          | 1 – 0 2 – 0 3 – 0 4 – 0                   |                                                       | Vandevoordt Muñoz, Cuesta (70' Ouattara), McKenzie, Arteaga Heynen (80' Castro), El Khannouss (80' El Hadj), Hrošovský Paintsil (70' Sor), Onuachu (63' Samatta), Trésor       |                                                            |
| 1 februari 2023(1) 18:45 Kehrwegstadion Eupen Ref.: Bert Put Toeschouwers: 2.688                          | KAS Eupen                                                                      | 1 – 1                                     | KRC Genk                                              | Vandevoordt Muñoz, Sadick, Ouattara, Arteaga Heynen , El Khannouss (79' El Hadj), Hrošovský Paintsil, Samatta (79' Sor), Trésor                                                | 22' Samatta 25' Ouattara 38' Paintsil 61' Arteaga          |
| 1 februari 2023(1) 18:45 Kehrwegstadion Eupen Ref.: Bert Put Toeschouwers: 2.688                          | Peeters 26' (pen.)                                                             | 0 – 1 1 – 1                               | 17' Paintsil                                          | Vandevoordt Muñoz, Sadick, Ouattara, Arteaga Heynen , El Khannouss (79' El Hadj), Hrošovský Paintsil, Samatta (79' Sor), Trésor                                                | 22' Samatta 25' Ouattara 38' Paintsil 61' Arteaga          |
| 5 februari 2023 18:30 Ghelamco Arena Gent Ref.: Lawrence Visser Toeschouwers: 14.938                      | AA Gent                                                                        | 2 – 3                                     | KRC Genk                                              | Vandevoordt Muñoz, Cuesta, McKenzie, Arteaga Heynen , El Khannouss (65' Sor), Hrošovský Paintsil (84' Preciado), Samatta (65' Arokodare), Trésor (84' Castro)                  | 90+2' Arokodare                                            |
| 5 februari 2023 18:30 Ghelamco Arena Gent Ref.: Lawrence Visser Toeschouwers: 14.938                      | Hong 9' Depoitre 88'                                                           | 1 – 0 1 – 1 1 – 2 1 – 3 2 – 3             | 23' Paintsil 67' Sor 86' Arokodare                    | Vandevoordt Muñoz, Cuesta, McKenzie, Arteaga Heynen , El Khannouss (65' Sor), Hrošovský Paintsil (84' Preciado), Samatta (65' Arokodare), Trésor (84' Castro)                  | 90+2' Arokodare                                            |
| 12 februari 2023 13:30 Cegeka Arena Genk Ref.: Bram Van Driessche Toeschouwers: 19.352                    | KRC Genk                                                                       | 0 – 1                                     | Antwerp                                               | Vandevoordt Muñoz, Cuesta, McKenzie, Arteaga (88' Castro) Heynen , El Khannouss (67' Sor), Hrošovský Paintsil (82' Preciado), Samatta (67' Arokodare), Trésor                  | 26' Muñoz 63' Arteaga                                      |
| 12 februari 2023 13:30 Cegeka Arena Genk Ref.: Bram Van Driessche Toeschouwers: 19.352                    |                                                                                | 0 – 1                                     | 57' Kerk                                              | Vandevoordt Muñoz, Cuesta, McKenzie, Arteaga (88' Castro) Heynen , El Khannouss (67' Sor), Hrošovský Paintsil (82' Preciado), Samatta (67' Arokodare), Trésor                  | 26' Muñoz 63' Arteaga                                      |
| 17 februari 2023 20:45 AFAS-stadion Achter de Kazerne Mechelen Ref.: Wesli De Cremer Toeschouwers: 12.879 | KV Mechelen                                                                    | 2 – 2                                     | KRC Genk                                              | Vandevoordt Muñoz, Cuesta, McKenzie, Arteaga (80' El Hadj) Heynen , El Khannouss (46' Sor), Hrošovský Paintsil (46' Preciado), Arokodare (63' Samatta), Trésor (77' Castro)    |                                                            |
| 17 februari 2023 20:45 AFAS-stadion Achter de Kazerne Mechelen Ref.: Wesli De Cremer Toeschouwers: 12.879 | Hairemans 21' Storm 75'                                                        | 1 – 0 1 – 1 2 – 1 2 – 2                   | 35' Trésor 90+4' Heynen                               | Vandevoordt Muñoz, Cuesta, McKenzie, Arteaga (80' El Hadj) Heynen , El Khannouss (46' Sor), Hrošovský Paintsil (46' Preciado), Arokodare (63' Samatta), Trésor (77' Castro)    |                                                            |
| 25 februari 2023 18:15 Cegeka Arena Genk Ref.: Jasper Vergoote Toeschouwers: 16.287                       | KRC Genk                                                                       | 3 – 0                                     | KV Oostende                                           | Vandevoordt Muñoz, Cuesta, McKenzie, Arteaga Heynen (46' Ouattara), El Khannouss (85' Castro), Hrošovský Paintsil (85' Sor), Arokodare (12' Samatta), Trésor (85' El Hadj)     | 28' Cuesta 90+3' Ouattara                                  |
| 25 februari 2023 18:15 Cegeka Arena Genk Ref.: Jasper Vergoote Toeschouwers: 16.287                       | Muñoz 9' Samatta 41' Paintsil 73'                                              | 1 – 0 2 – 0 3 – 0                         |                                                       | Vandevoordt Muñoz, Cuesta, McKenzie, Arteaga Heynen (46' Ouattara), El Khannouss (85' Castro), Hrošovský Paintsil (85' Sor), Arokodare (12' Samatta), Trésor (85' El Hadj)     | 28' Cuesta 90+3' Ouattara                                  |
| 5 maart 2023 13:30 Stayen Sint-Truiden Ref.: Erik Lambrechts Toeschouwers: 9.783                          | STVV                                                                           | 2 – 2                                     | KRC Genk                                              | Vandevoordt Muñoz, Cuesta, McKenzie, Arteaga Heynen , El Khannouss (82' Castro (88' Preciado)), Hrošovský Paintsil (78' Sor), Samatta (88' El Hadj), Trésor                    | 65' Heynen                                                 |
| 5 maart 2023 13:30 Stayen Sint-Truiden Ref.: Erik Lambrechts Toeschouwers: 9.783                          | Okazaki 45' Bruno 77'                                                          | 0 – 1 1 – 1 1 – 2 2 – 2                   | 23' Samatta 62' Samatta                               | Vandevoordt Muñoz, Cuesta, McKenzie, Arteaga Heynen , El Khannouss (82' Castro (88' Preciado)), Hrošovský Paintsil (78' Sor), Samatta (88' El Hadj), Trésor                    | 65' Heynen                                                 |
| 12 maart 2023 16:00 Cegeka Arena Genk Ref.: Nathan Verboomen Toeschouwers: 21.212                         | KRC Genk                                                                       | 1 – 2                                     | Union Sint-Gillis                                     | Vandevoordt Muñoz, Cuesta, McKenzie (87' Ouattara), Arteaga Heynen (80' El Hadj), El Khannouss (74' Sor), Hrošovský Paintsil (86' Preciado), Samatta, Trésor                   | 53' Muñoz 63' Paintsil 84' Cuesta                          |
| 12 maart 2023 16:00 Cegeka Arena Genk Ref.: Nathan Verboomen Toeschouwers: 21.212                         | Heynen 24' (pen.)                                                              | 1 – 0 1 – 1 1 – 2                         | 42' Nieuwkoop 44' Adingra                             | Vandevoordt Muñoz, Cuesta, McKenzie (87' Ouattara), Arteaga Heynen (80' El Hadj), El Khannouss (74' Sor), Hrošovský Paintsil (86' Preciado), Samatta, Trésor                   | 53' Muñoz 63' Paintsil 84' Cuesta                          |
| 17 maart 2023 20:45 Jan Breydelstadion Brugge Ref.: Jonathan Lardot Toeschouwers: 4.786                   | Cercle Brugge                                                                  | 1 – 1                                     | KRC Genk                                              | Vandevoordt Muñoz, Sadick, McKenzie, Arteaga Heynen , El Khannouss, Hrošovský (78' Ouattara) Paintsil, Samatta (79' Sor), Trésor (90+3' Preciado)                              | 73' Muñoz                                                  |
| 17 maart 2023 20:45 Jan Breydelstadion Brugge Ref.: Jonathan Lardot Toeschouwers: 4.786                   | Ueda 40'                                                                       | 1 – 0 1 – 1                               | 54' Paintsil                                          | Vandevoordt Muñoz, Sadick, McKenzie, Arteaga Heynen , El Khannouss, Hrošovský (78' Ouattara) Paintsil, Samatta (79' Sor), Trésor (90+3' Preciado)                              | 73' Muñoz                                                  |
| 2 april 2023 13:30 Cegeka Arena Genk Ref.: Jan Boterberg Toeschouwers: 17.264                             | KRC Genk                                                                       | 2 – 1                                     | OH Leuven                                             | Vandevoordt Muñoz (46' Preciado), Cuesta, McKenzie, Arteaga Heynen , El Khannouss (81' El Hadj), Hrošovský Paintsil, Samatta (66' Sor), Trésor (90+1' Ouattara)                | 19' Heynen 54' McKenzie 60' Paintsil 77' Hrošovský         |
| 2 april 2023 13:30 Cegeka Arena Genk Ref.: Jan Boterberg Toeschouwers: 17.264                             | Heynen 24' Trésor 87'                                                          | 1 – 0 1 – 1 2 – 1                         | 56' (pen.) Thorsteinsson                              | Vandevoordt Muñoz (46' Preciado), Cuesta, McKenzie, Arteaga Heynen , El Khannouss (81' El Hadj), Hrošovský Paintsil, Samatta (66' Sor), Trésor (90+1' Ouattara)                | 19' Heynen 54' McKenzie 60' Paintsil 77' Hrošovský         |
| 9 april 2023 18:30 Maurice Dufrasnestadion Luik Ref.: Nicolas Laforge Toeschouwers: 21.785                | Standard Luik                                                                  | 2 – 0                                     | KRC Genk                                              | Vandevoordt Preciado, Cuesta (35' Sadick), McKenzie, Arteaga Heynen , El Khannouss (63' Castro), Hrošovský (88' Ouattara) Paintsil, Sor (46' El Hadj), Trésor                  | 35' Van Dessel (T2) 37' Preciado 71' Heynen 89' Arteaga    |
| 9 april 2023 18:30 Maurice Dufrasnestadion Luik Ref.: Nicolas Laforge Toeschouwers: 21.785                | Zinckernagel 33' Zinckernagel 39' (pen.)                                       | 1 – 0 2 – 0                               |                                                       | Vandevoordt Preciado, Cuesta (35' Sadick), McKenzie, Arteaga Heynen , El Khannouss (63' Castro), Hrošovský (88' Ouattara) Paintsil, Sor (46' El Hadj), Trésor                  | 35' Van Dessel (T2) 37' Preciado 71' Heynen 89' Arteaga    |
| 16 april 2023 13:30 Cegeka Arena Genk Ref.: Erik Lambrechts Toeschouwers: 19.845                          | KRC Genk                                                                       | 5 – 2                                     | Anderlecht                                            | Vandevoordt Preciado (84' Carstensen), Sadick, McKenzie , Arteaga Ouattara, El Khannouss (75' El Hadj), Hrošovský Paintsil (90' Oyen), Samatta, Trésor (90' Castro)            | 9' McKenzie 31' Preciado                                   |
| 16 april 2023 13:30 Cegeka Arena Genk Ref.: Erik Lambrechts Toeschouwers: 19.845                          | Samatta 36' Ouattara 45+2' Paintsil 50' El Khannouss 53' Paintsil 87'          | 1 – 0 1 – 1 2 – 1 3 – 1 4 – 1 4 – 2 5 – 2 | 43' Slimani 64' Dreyer                                | Vandevoordt Preciado (84' Carstensen), Sadick, McKenzie , Arteaga Ouattara, El Khannouss (75' El Hadj), Hrošovský Paintsil (90' Oyen), Samatta, Trésor (90' Castro)            | 9' McKenzie 31' Preciado                                   |
| 23 april 2023 18:30 Stade du Pays de Charleroi Charleroi Ref.: Bram Van Driessche Toeschouwers: 12.288    | Charleroi                                                                      | 2 – 2                                     | KRC Genk                                              | Vandevoordt Preciado, Sadick, McKenzie, Arteaga Heynen , El Khannouss (68' Ouattara), Hrošovský Paintsil, Samatta (75' Arokodare), Trésor (85' Oyen)                           | 46' Sadick                                                 |
| 23 april 2023 18:30 Stade du Pays de Charleroi Charleroi Ref.: Bram Van Driessche Toeschouwers: 12.288    | Mbenza 3' Nkuba 51'                                                            | 0 – 1 1 – 1 1 – 2 2 – 2                   | 2' McKenzie 31' Samatta                               | Vandevoordt Preciado, Sadick, McKenzie, Arteaga Heynen , El Khannouss (68' Ouattara), Hrošovský Paintsil, Samatta (75' Arokodare), Trésor (85' Oyen)                           | 46' Sadick                                                 |

(1): Deze wedstrijd stond oorspronkelijk gepland op 20 januari, maar werd uitgesteld omwille van hevige sneeuwval.

#### Overzicht
| Speeldag  | 1  | 2 | 3 | 4 | 5  | 6  | 7  | 8  | 9  | 10 | 11 | 12 | 13 | 14 | 15 | 16 | 17 | 18 | 19 | 20 | 21 | 22 | 23 | 24 | 25 | 26 | 27 | 28 | 29 | 30 | 31 | 32 | 33 | 34 |
| --------- | -- | - | - | - | -- | -- | -- | -- | -- | -- | -- | -- | -- | -- | -- | -- | -- | -- | -- | -- | -- | -- | -- | -- | -- | -- | -- | -- | -- | -- | -- | -- | -- | -- |
| Resultaat | v  | w | w | w | w  | w  | g  | w  | w  | w  | w  | w  | w  | w  | w  | w  | w  | v  | w  | w  | w  | w  | g  | w  | v  | g  | w  | g  | v  | g  | w  | v  | w  | g  |
| Punten    | 0  | 3 | 6 | 9 | 12 | 15 | 16 | 19 | 22 | 25 | 28 | 31 | 34 | 37 | 40 | 43 | 46 | 46 | 49 | 52 | 55 | 58 | 59 | 62 | 62 | 63 | 66 | 67 | 67 | 68 | 71 | 71 | 74 | 75 |
| Positie   | 12 | 4 | 2 | 2 | 2  | 2  | 2  | 2  | 2  | 2  | 2  | 1  | 1  | 1  | 1  | 1  | 1  | 1  | 1  | 1  | 1  | 1  | 1  | 1  | 1  | 1  | 1  | 1  | 1  | 1  | 1  | 1  | 1  | 1  |

#### Klassement
| Pos | Team              | Wed | W  | G  | V  | Ptn | DV | DT | +/− |      |
| --- | ----------------- | --- | -- | -- | -- | --- | -- | -- | --- | ---- |
| 1   | KRC Genk          | 34  | 23 | 6  | 5  | 75  | 78 | 37 | +41 | PO 1 |
| 2   | Union Sint-Gillis | 34  | 23 | 6  | 5  | 75  | 70 | 41 | +29 | PO 1 |
| 3   | Antwerp FC        | 34  | 22 | 6  | 6  | 72  | 59 | 26 | +33 | PO 1 |
| 4   | Club Brugge       | 34  | 16 | 11 | 7  | 59  | 61 | 36 | +25 | PO 1 |
| 5   | KAA Gent          | 34  | 16 | 8  | 10 | 56  | 64 | 38 | +26 | PO 2 |
| 6   | Standard Luik     | 34  | 16 | 7  | 11 | 55  | 58 | 45 | +13 | PO 2 |
| 7   | Westerlo          | 34  | 14 | 9  | 11 | 51  | 61 | 53 | +8  | PO 2 |

### Champions' play-off

#### Wedstrijden
| Champions' play-off                                                                    |                                          |                         |                                         | |                                                                                     |
| Wedstrijddetails                                                                       | Thuisploeg                               | Uitslag                 | Uitploeg                                | Opstelling | Kaarten                                                                             |
| Heenronde                                                                              |                                          |                         |                                         | |                                                                                     |
| 30 april 2023 18:30 Cegeka Arena Genk Ref.: Lawrence Visser Toeschouwers: 20.830       | KRC Genk                                 | 3 – 1                   | Club Brugge                             | Vandevoordt Muñoz, Sadick, McKenzie, Arteaga Heynen , El Khannous (72' Sor (90+1' Oyen)), Hrošovský Paintsil, Samatta (90+1' Arokodare), Trésor (90+1' Ouattara)        | 32' Muñoz 63' Heynen                                                                |
| 30 april 2023 18:30 Cegeka Arena Genk Ref.: Lawrence Visser Toeschouwers: 20.830       | Muñoz 18' McKenzie 56' Paintsil 83'      | 0 – 1 1 – 1 2 – 1 3 – 1 | 9' Vanaken                              | Vandevoordt Muñoz, Sadick, McKenzie, Arteaga Heynen , El Khannous (72' Sor (90+1' Oyen)), Hrošovský Paintsil, Samatta (90+1' Arokodare), Trésor (90+1' Ouattara)        | 32' Muñoz 63' Heynen                                                                |
| 7 mei 2023 18:30 Bosuilstadion Antwerpen Ref.: Erik Lambrechts Toeschouwers: 15.133    | Antwerp                                  | 2 – 1                   | KRC Genk                                | Vandevoordt Muñoz, Sadick (75' Ouattara), McKenzie, Arteaga Heynen , El Khannous (57' Oyen), Hrošovský (86' Sor) Paintsil, Samatta (57' Arokodare), Trésor              | 38' El Khannous 63' Arteaga 90+1' Ouattara 90+2' Heynen 90+5' Trésor 90+5' Ouattara |
| 7 mei 2023 18:30 Bosuilstadion Antwerpen Ref.: Erik Lambrechts Toeschouwers: 15.133    | Alderweireld 45+1' (pen.) Balikwisha 52' | 0 – 1 1 – 1 2 – 1       | 20' McKenzie                            | Vandevoordt Muñoz, Sadick (75' Ouattara), McKenzie, Arteaga Heynen , El Khannous (57' Oyen), Hrošovský (86' Sor) Paintsil, Samatta (57' Arokodare), Trésor              | 38' El Khannous 63' Arteaga 90+1' Ouattara 90+2' Heynen 90+5' Trésor 90+5' Ouattara |
| 14 mei 2022 18:30 Joseph Marienstadion Vorst Ref.: Jasper Vergoote Toeschouwers: 7.160 | Union Sint-Gillis                        | 3 – 0                   | KRC Genk                                | Vandevoordt Muñoz (77' Preciado), Cuesta (86' Sadick), McKenzie, Arteaga Heynen (86' El Hadj), El Khannous (46' Arokodare), Hrošovský Paintsil, Samatta, Oyen (46' Sor) | 4' McKenzie 62' Muñoz 74' Cuesta 90' Arteaga                                        |
| 14 mei 2022 18:30 Joseph Marienstadion Vorst Ref.: Jasper Vergoote Toeschouwers: 7.160 | Burgess 12' Teuma 68' (pen.) Burgess 81' | 1 – 0 2 – 0 3 – 0       |                                         | Vandevoordt Muñoz (77' Preciado), Cuesta (86' Sadick), McKenzie, Arteaga Heynen (86' El Hadj), El Khannous (46' Arokodare), Hrošovský Paintsil, Samatta, Oyen (46' Sor) | 4' McKenzie 62' Muñoz 74' Cuesta 90' Arteaga                                        |
| Terugronde                                                                             |                                          |                         |                                         | |                                                                                     |
| 21 mei 2023 18:30 Cegeka Arena Genk Ref.: Jonathan Lardot Toeschouwers: 21.455         | KRC Genk                                 | 1 – 1                   | Union Sint-Gillis                       | Vandevoordt Muñoz, Cuesta, McKenzie, Arteaga Heynen , Trésor, Hrošovský Paintsil, Arokodare (68' Samatta), Sor (67' El Khannous)                                        |                                                                                     |
| 21 mei 2023 18:30 Cegeka Arena Genk Ref.: Jonathan Lardot Toeschouwers: 21.455         | McKenzie 13'                             | 1 – 0 1 – 1             | 39' Boniface                            | Vandevoordt Muñoz, Cuesta, McKenzie, Arteaga Heynen , Trésor, Hrošovský Paintsil, Arokodare (68' Samatta), Sor (67' El Khannous)                                        |                                                                                     |
| 28 mei 2023 18:30 Jan Breydelstadion Brugge Ref.: Lawrence Visser Toeschouwers: 18.807 | Club Brugge                              | 1 – 3                   | KRC Genk                                | Vandevoordt Muñoz, Cuesta, McKenzie, Arteaga Heynen (72' Ouattara), Trésor (83' Preciado), Hrošovský Paintsil, Arokodare (46' Samatta), Sor (61' El Khannous)           | 90+5' Paintsil                                                                      |
| 28 mei 2023 18:30 Jan Breydelstadion Brugge Ref.: Lawrence Visser Toeschouwers: 18.807 | Vanaken 64'                              | 0 – 1 1 – 1 1 – 2 1 – 3 | 12' Paintsil 82' Hrošovský 86' Paintsil | Vandevoordt Muñoz, Cuesta, McKenzie, Arteaga Heynen (72' Ouattara), Trésor (83' Preciado), Hrošovský Paintsil, Arokodare (46' Samatta), Sor (61' El Khannous)           | 90+5' Paintsil                                                                      |
| 4 juni 2023 13:30 Cegeka Arena Genk Ref.: Nathan Verboomen Toeschouwers: 22.196        | KRC Genk                                 | 2 – 2                   | Antwerp                                 | Vandevoordt Muñoz, Cuesta (70' Ouattara), McKenzie, Arteaga Heynen , El Khannous (85' Sor), Hrošovský Paintsil, Arokodare (78' Samatta), Trésor                         | 69' Paintsil                                                                        |
| 4 juni 2023 13:30 Cegeka Arena Genk Ref.: Nathan Verboomen Toeschouwers: 22.196        | Arokodare 45+1' Heynen 75'               | 1 – 0 1 – 1 2 – 1 2 – 2 | 58' Kerk 90+4' Alderweireld             | Vandevoordt Muñoz, Cuesta (70' Ouattara), McKenzie, Arteaga Heynen , El Khannous (85' Sor), Hrošovský Paintsil, Arokodare (78' Samatta), Trésor                         | 69' Paintsil                                                                        |

#### Overzicht
| Speeldag  | 1  | 2  | 3  | 4  | 5  | 6  |
| --------- | -- | -- | -- | -- | -- | -- |
| Resultaat | w  | v  | v  | g  | w  | g  |
| Punten    | 41 | 41 | 41 | 42 | 45 | 46 |
| Positie   | 1  | 2  | 3  | 3  | 3  | 2  |

#### Klassement
| Pos | Team              | Wed | W | G | V | Ptn | DV | DT | +/− |                                     |  | ANT | GNK | USG | CLU |
| --- | ----------------- | --- | - | - | - | --- | -- | -- | --- | ----------------------------------- |  | --- | --- | --- | --- |
| 1   | Antwerp FC (K, C) | 6   | 3 | 2 | 1 | 47  | 10 | 8  | +2  | Voorrondes Champions League         |  | —   | 2–1 | 1–1 | 3–2 |
| 2   | KRC Genk          | 6   | 2 | 2 | 2 | 46  | 10 | 10 | 0   | Voorrondes Champions League         |  | 2–2 | —   | 1–1 | 3–1 |
| 3   | Union Sint-Gillis | 6   | 2 | 2 | 2 | 46  | 8  | 8  | 0   | Voorrondes Europa League            |  | 0–2 | 3–0 | —   | 1–3 |
| 4   | Club Brugge       | 6   | 2 | 0 | 4 | 36  | 10 | 12 | −2  | Voorrondes Europa Conference League |  | 2–0 | 1–3 | 1–2 | —   |

## Beker van België
| Beker van België                                                                     |              |                   |                                       | |                                      |
| Wedstrijddetails                                                                     | Thuisploeg   | Uitslag           | Uitploeg                              | Opstelling | Kaarten                              |
| 1/16de finale                                                                        |              |                   |                                       | |                                      |
| 9 november 2022 20:30 't Kuipje Westerlo Ref.: Bert Put Toeschouwers:                | Westerlo     | 0 – 1             | KRC Genk                              | Vandevoordt Muñoz, Cuesta, McKenzie, Arteaga Heynen , El Khannouss (68' Castro), Galarza Paintsil (68' Preciado), Onuachu (87' Németh), Trésor (87' Samatta)              | 81' Muñoz                            |
| 9 november 2022 20:30 't Kuipje Westerlo Ref.: Bert Put Toeschouwers:                |              | 0 – 1             | 14' Onuachu                           | Vandevoordt Muñoz, Cuesta, McKenzie, Arteaga Heynen , El Khannouss (68' Castro), Galarza Paintsil (68' Preciado), Onuachu (87' Németh), Trésor (87' Samatta)              | 81' Muñoz                            |
| 1/8ste finale                                                                        |              |                   |                                       | |                                      |
| 21 december 2022 20:45 Cegeka Arena Genk Ref.: Nathan Verboomen Toeschouwers: 18.000 | KRC Genk     | 1 – 0 (n.v.)      | RSC Anderlecht                        | Vandevoordt Muñoz, Cuesta, McKenzie, Preciado Heynen , Trésor, Castro (82' Samatta), Hrošovský Onuachu, Paintsil                                                          | 105' Muñoz 107' Heynen 117' Preciado |
| 21 december 2022 20:45 Cegeka Arena Genk Ref.: Nathan Verboomen Toeschouwers: 18.000 | Paintsil 95' | 1 – 0             |                                       | Vandevoordt Muñoz, Cuesta, McKenzie, Preciado Heynen , Trésor, Castro (82' Samatta), Hrošovský Onuachu, Paintsil                                                          | 105' Muñoz 107' Heynen 117' Preciado |
| Kwartfinale                                                                          |              |                   |                                       | |                                      |
| 11 januari 2023 20:45 Cegeka Arena Genk Ref.: Erik Lambrechts Toeschouwers: 11.041   | KRC Genk     | 0 – 3             | Antwerp                               | Vandevoordt Muñoz (56' Preciado), Cuesta, McKenzie, Arteaga Heynen (77' Ouattara), El Khannouss (56' Castro), Hrošovský Paintsil, Onuachu (67' Samatta), Trésor (56' Sor) | 39' Muñoz 60' Paintsil               |
| 11 januari 2023 20:45 Cegeka Arena Genk Ref.: Erik Lambrechts Toeschouwers: 11.041   |              | 0 – 1 0 – 2 0 – 3 | 3' Janssen 42' De Laet 50' Balikwisha | Vandevoordt Muñoz (56' Preciado), Cuesta, McKenzie, Arteaga Heynen (77' Ouattara), El Khannouss (56' Castro), Hrošovský Paintsil, Onuachu (67' Samatta), Trésor (56' Sor) | 39' Muñoz 60' Paintsil               |

1988/89 · 1989/90 · 1990/91 · 1991/92 · 1992/93 · 1993/94 · 1994/95 · 1995/96 · 1996/97 · 1997/98 · 1998/99 · 1999/00 · 2000/01 · 2001/02 · 2002/03 · 2003/04 · 2004/05 · 2005/06 · 2006/07 · 2007/08 · 2008/09 · 2009/10 · 2010/11 · 2011/12 · 2012/13 · 2013/14 · 2014/15 · 2015/16 · 2016/17 · 2017/18 · 2018/19 · 2019/20 · 2020/21 · 2021/22 · 2022/23 · 2023/24 · 2024/25